# Peter Shalen
Peter B. Shalen (Nova Iorque, 23 de julho de 1946) é um matemático estadunidense, que trabalha com topologia geométrica. É professor da Universidade de Illinois em Chicago.
Shalen obteve em 1972 um doutorado na Universidade Harvard, orientado por Edwin Moise, com a tese A piecewise linear proof for triangulation theorem of 3-manifolds).
Foi palestrante convidado do Congresso Internacional de Matemáticos em Berkeley (1986: Representations of 3-manifold groups and applications in topology).

## Obras
- com William H. Jaco: Seifert fibered spaces in 3-manifolds, American Mathematical Society 1979
- com William H. Jaco: Seifert fibered spaces in 3-manifolds, in: Geometric topology (Proc. Georgia Topology Conf., Athens, Ga., 1977), Academic Press 1979, S. 91–99
- Separating, incompressible surfaces in 3-manifolds, Inventiones Mathematicae, Volume 52, 1979, p. 105–126.
- com Marc Culler: Varieties of group representations and splittings of 3-manifolds, Annals of Mathematics, Volume 117, 1983, p. 109–146.
- com Culler, Cameron Gordon, John Luecke: Dehn surgery on knots, Annals of Mathematics, Volume 125, 1987, p. 237–300.
- com John W. Morgan: Valuations, trees, and degenerations of hyperbolic structures. I., Annals of Mathematics, Volume 120, 1984, p. 401–476.
- com John W. Morgan: Degenerations of hyperbolic structures. II. Measured laminations in 3-manifolds, Annals of Mathematics, Volume 127, 1988, p. 403–456.
- com John W. Morgan: Degenerations of hyperbolic structures, III. Actions of 3-manifold groups on trees and Thurston's compactness theorem, Annals of Mathematics, Volume 127, 1988, p. 457–519
- com Cooper, Culler, Gillet, Long: Plane curves associated to character varieties of 3-manifolds. Inventiones Mathematicae, Volume 118, 1994, p. 47–84.